# فريدا تومسون
فريدا تومسون (بالإنجليزية: Freda Thompson)‏ هي طيارة أسترالية، ولدت في 5 أبريل 1909 في South Yarra ‏ في أستراليا، وتوفيت في 11 ديسمبر 1980.